# Сулхара
Сулхара́ (бур. Сулхари) — посёлок в Кижингинском районе Бурятии. Административный центр сельского поселения «Сулхара».

## География
Расположен в межгорной лощине, у границы леса и степи, на левобережье Сулхары (левый приток Худана), в 2 км к западу от русла реки. Находится в 23 км к юго-востоку от районного центра, села Кижинга, по северной стороне автодороги местного значения Кижинга — Сулхара — Хуртэй (с ответвлением на юго-восток, в 8 км от посёлка, в Забайкальский край, к железнодорожной станции Гыршелун на Транссибе). У восточной окраины посёлка лежит небольшое озеро Хусо-Нур.

## Население
| 2002 | 2010 | 2012 | 2013 | 2014 | 2015 | 2016 |
| ---- | ---- | ---- | ---- | ---- | ---- | ---- |
| 811  | ↘646 | ↘613 | ↘596 | ↘590 | ↘574 | ↘556 |
| 2017 | 2018 | 2019 | 2020 | 2021 | 2023 | 2024 |
| ↘536 | ↘499 | ↗501 | ↘490 | ↗557 | ↘541 | ↘527 |

## Инфраструктура
Средняя общеобразовательная школа, Дом культуры, библиотека, фельдшерско-акушерский пункт.